# Kilobit
Kilobit (kb sau kbit) este unitatea de măsură a informațiilor. Această definiție este cea mai utilizată în special în domeniul telecomunicațiilor pentru a măsura cantitatea de date care a fost transmisă sau primită într-o anumită perioadă de timp și este exprimată în unități de Kilobits pe secundă (Kbit/s sau Kbps). De exemplu, modemurile dial-up suportă transmisii până la 56 Kbps (56.000 de biți pe secundă).
1 Kilobit = 103 biți = 1000 biți. 
Kilobit (kb) nu trebuie confundat cu kilobyte (kB) a cărui valoare este de 8 kbit (un octet).
Echivalentul binar al unui kilobit (kb) este kibibit (Kibit), egal cu 210 (1024) biți.